# Дир Парк (Охајо)
Дир Парк (енгл. Deer Park) град је у америчкој савезној држави Охајо.

## Демографија
По попису из 2010. године број становника је 5.736, што је 246 (-4,1%) становника мање него 2000. године.
| Група             | 2000.         | 2010.         |
| Белци             | 5.748 (96,1%) | 5.208 (90,8%) |
| Афроамериканци    | 101 (1,7%)    | 261 (4,6%)    |
| Азијати           | 41 (0,7%)     | 77 (1,3%)     |
| Хиспаноамериканци | 40 (0,7%)     | 99 (1,7%)     |
| Укупно            | 5.982         | 5.736         |